# Oberfranken
Oberfranken är ett regeringsdistrikt i regionen Franken i det tyska förbundslandet Bayern. Huvudstad är Bayreuth.

## Geografi

### Läge
Distriktet med en yta på 7 231,12 km² den 1 januari 2021 och 1 061 929 invånare den 31 december 2021 omfattar den nordöstra delen av Franken som historiskt tillhört det tidigare furstendömet Bayreuth och det tidigare furstbiskopsdömet Bamberg.

### Administrativ indelning
Oberfranken indelas i fyra kretsfria städer och nio kretsar:
| Regionalkod | Kategori      | Namn                                  |
| ----------- | ------------- | ------------------------------------- |
| 09461       | Kretsfri stad | Bamberg                               |
| 09462       | Kretsfri stad | Bayreuth                              |
| 09463       | Kretsfri stad | Coburg                                |
| 09464       | Kretsfri stad | Hof                                   |
| 09471       | Krets         | Landkreis Bamberg                     |
| 09472       | Krets         | Landkreis Bayreuth                    |
| 09474       | Krets         | Landkreis Coburg                      |
| 09475       | Krets         | Landkreis Forchheim                   |
| 09476       | Krets         | Landkreis Hof                         |
| 09477       | Krets         | Landkreis Kronach                     |
| 09473       | Krets         | Landkreis Kulmbach                    |
| 09478       | Krets         | Landkreis Lichtenfels                 |
| 09479       | Krets         | Landkreis Wunsiedel im Fichtelgebirge |

### Grannområden
Grannområden är Thüringen (16) i norr, Sachsen (14) i nordost, Karlovy Vary (region) (Tjeckien, CZ) i öster, Oberpfalz (093) i sydost, Mittelfranken (095) i söder och Unterfranken (096) i väster.